# Schnappe
Schnappe ist ein Wohnplatz in der Gemeinde Kürten im Rheinisch-Bergischen Kreis.

## Lage und Beschreibung
Der Ort liegt an der Bundesstraße 506 südlich von Bechen, mit dem Schnappe einen geschlossenen Siedlungsbereich bildet.

## Etymologie
Eine Deutung des Namens ist, dass man hier Reisende, die an der Sperre in Schanze den Wegezoll  vermeiden wollten, aufschnappte.

## Geschichte
Der Ort lag an dem Heerweg Köln–Wipperfürth–Soest, einer bedeutenden mittelalterlichen Altfernstraße von Köln über Wipperfürth nach Soest. Die Trasse der alten Höhenstraße wird bis auf kleine Abweichungen noch heute von der Bundesstraße 506 genutzt, bei Altensaal verlief sie aber bis nach Schnappe auf der gleichnamigen heutigen Straße Altensaal und dem sich anschließenden Feld- / Waldweg.
Die Topographia Ducatus Montani des Erich Philipp Ploennies aus dem Jahre 1715, Blatt Amt Steinbach, belegt, dass der Ort bereits 1715 als Ort mit mehreren Höfen bestand und als Schnappe bezeichnet wurde. Aus der Charte des Herzogthums Berg 1789 von Carl Friedrich von Wiebeking geht hervor, dass Schnappe zu dieser Zeit Teil der Honschaft Bechen im gleichnamigen Kirchspiel im Landgericht Kürten war. Er benennt den Ort als Schneppe.
Unter der französischen Verwaltung zwischen 1806 und 1813 wurde das Amt Steinbach aufgelöst und Schnappe wurde politisch der Mairie Kürten im Kanton Wipperfürth  im Arrondissement Elberfeld zugeordnet. 1816 wandelten die Preußen die Mairie zur Bürgermeisterei Kürten im Kreis Wipperfürth. Schnappe gehörte zu dieser Zeit zur Gemeinde Bechen.
Der Ort ist auf der Topographischen Aufnahme der Rheinlande von 1824 als Schnappe und auf der Preußischen Uraufnahme von 1840 als Schnappen verzeichnet.
Ab der Preußischen Neuaufnahme von 1892 ist er auf Messtischblättern regelmäßig als Schnappe verzeichnet.
1822 lebten 13 Menschen im als Hof kategorisierten und Schnappe bezeichneten Ort. Der 1845 laut der Uebersicht des Regierungs-Bezirks Cöln als Hof mit Kapelle kategorisierte Ort besaß zu dieser Zeit drei Wohnhäuser. Zu dieser Zeit lebten 26 Einwohner im Schnappe genannten Ort, davon alle katholischen Bekenntnisses.
Die Gemeinde- und Gutbezirksstatistik der Rheinprovinz führt Schnappe 1871 mit vier Wohnhäusern und 38 Einwohnern auf.
Im Gemeindelexikon für die Provinz Rheinland von 1888 werden vier Wohnhäuser mit 25 Einwohnern angegeben.
1895 hatte der Ort vier Wohnhäuser und 24 Einwohner.
1905 besaß der Ort vier Wohnhäuser und 23 Einwohner und gehörte konfessionell zum katholischen Kirchspiel Bechen.
1927 wurden die Bürgermeisterei Kürten in das Amt Kürten überführt. In der Weimarer Republik wurden 1929 die Ämter Kürten mit den Gemeinden Kürten und Bechen und Olpe mit den Gemeinden Olpe und Wipperfeld zum Amt Kürten zusammengelegt. Der Kreis Wipperfürth ging am 1. Oktober 1932 in den Rheinisch-Bergischen Kreis mit Sitz in Bergisch Gladbach auf.
1975 entstand aufgrund des Köln-Gesetzes die heutige Gemeinde Kürten, zu der neben den Ämtern Kürten, Bechen und Olpe ein Teilgebiet der Stadt Bensberg mit Dürscheid und den umliegenden Gebieten kam.

## Maternuskapelle

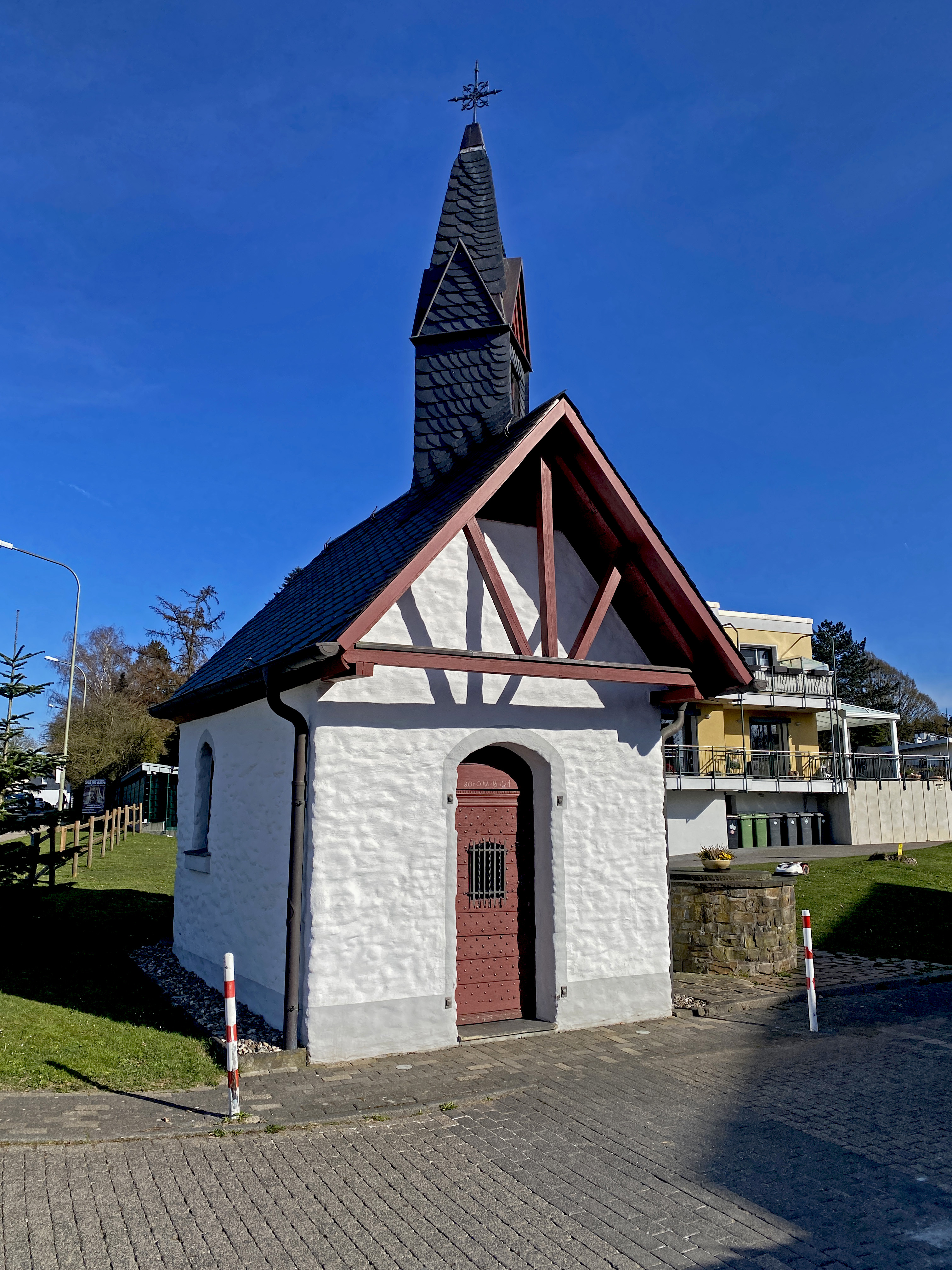
Maternus-Kapelle

In Schnappe steht die Maternuskapelle, ein Steinbauwerk mit unbekanntem Entstehungsdatum. Möglicherweise ist sie in der Zeit des Dreißigjährigen Krieges entstanden, da St. Maternus Schutzheiliger gegen Seuchen ist. Die Kapelle wurde 1673 erstmals erwähnt. Als Bauherren werden die Anwohner oder auch begüterte Grundherren, z. B. die Herren des nahen Rittergutes Pohl vermutet. Die Kapelle ist in der Liste der Baudenkmäler in Kürten aufgenommen.
Heutzutage wird die Kapelle am Namenstag des Heiligen oder zu besonderen Anlässen genutzt.